# Sorrow (Bad Religion)
Sorrow is een single van de Amerikaanse punkband Bad Religion. Het is het achtste nummer van The Process of Belief, het twaalfde studioalbum van de band. De tekst is afkomstig van Brett Gurewitz, wat dit de tweede single maakt sinds zijn vertrek die hij heeft geschreven voor de band.
Naast het oorspronkelijke album The Process of Belief is het nummer ook te horen op de dvd Live at the Palladium.

## Hitlijsten
| Jaar | Titel  | Hitlijst              | Plaats |
| ---- | ------ | --------------------- | ------ |
| 2002 | Sorrow | US Modern Rock Tracks | 35     |

## Samenstelling
- Greg Graffin - zang
- Brett Gurewitz - gitaar
- Brian Baker - gitaar
- Greg Hetson - gitaar
- Jay Bentley - basgitaar